# 나카노사카우에역
나카노사카우에역(일본어: 中野坂上駅, なかのさかうええき)은 일본 도쿄도 나카노구에 있는 철도역이다.

## 역 구조
아오우메 가도 직하에 위치한 섬식 승강장 2면 3선의 지하역이다.
나카노사카우에 교차로 방면 개찰구에는 승강장과 개찰구 내 대합실을 연결하는 에스컬레이터가 설치되어 있으며 개찰구 밖의 대합실과 1번 출구 사이는 계단과 에스컬레이터도 병설되어 있다. 엘리베이터는 나카노사카우에 선 브라이트 빌딩 내에 있는 개찰구 밖의 대합실과 연결되고 있다.

### 도쿄 메트로

#### 타는 곳
| 1 | 마루노우치 선             | 오기쿠보 방면 (일부 열차는 나카노후지미초 방면)    |
| 2 | 마루노우치 선 호난초 지선 | 호난초 방면 (일부 열차는 이케부쿠로·오기쿠보 방면) |
| 3 | 마루노우치 선             | 신주쿠・긴자・오테마치・이케부쿠로 방면            |

당역에서 오기쿠보로 향하는 "본선"과 호난초로 향하는 "지선"으로 나뉘므로 당역에서 오기쿠보로 향하는 본선은 호난초 지선의 아래를 뚫고 신나카노 역으로 향한다.
당역은 호난초 지선의 기점 및 시발·종착역이지만, 아침과 심야에는 나카노 차량기지의 차량 출입이 금지되는 관계로 기지 근처의 나카노후지미초 역까지 직통으로 운행하는 본선 계통의 전차가 설정되어 있다. 동역까지의 승강장 유효 길이는 본선 계통의 6량 편성에 대응한다. 그 이외의 열차는 당역을 시발·종착한 3량 편성의 1인 기관사 열차가 운행된다.
지선 내 운행 열차는 중앙의 2번 선에서 바로 양쪽 문이 열리기 때문에 1번 선과 3번 선 승강장의 양쪽에서 승하차 가능하다. 다만, 나카노후지미초 발 이케부쿠로행은 3번 선에서 이케부쿠로, 오기쿠보 발 나카노후지미초 행은 1번 선에 발착한다.
2004년 호난초 지선은 1인 기관사 열차 운전을 시작하고 2번 선 승강장에는 스크린도어가 설치되었다. 전철 도착 시 이외에는 스크린도어가 닫혀 있어 안전이 확보되면서 이어 2006년에는 본선에서도 1인 기관사 열차 운전을 시작하면서 1,3번 선 승강장에도 스크린도어가 설치되었다.
호난초 지선에서 당역으로의 환승 안내방송은 모두 "환승 안내입니다"를 생략하고 환승 안내를 방송한다. 또한 전철 도착 시 역에서 실시되는 자동 안내 방송은 다른 방면에 환승 안내를 하지 않고, 도영 오에도 선으로만 환승 안내를 방송한다.
개업 이후, 개찰구와 출입구는 니시신주쿠 측에만 설치됐었지만 2012년 8월 11일 신나카노, 나카노신바시 역 방향에 모토마치 방면 개찰구와 3번 출구가 새로 설치되었다. 그래서 승강장 폭이 일부 좁아졌다. 모토마치 방면 개찰구에는 상행 에스컬레이터와 엘리베이터도 설치되었지만 개표는 아카사카미쓰케 역과 마찬가지로 승강장 밑에 설치된 구조이다.
LED식 발차표가 설치되기 전에는 1번 선에 전동판식 발차표가 설치되었고 2번 선의 이케부쿠로 방향 승강장에는 2번 선에서 이케부쿠로 행을 나타내는 전광판이 설치되었다.

### 도쿄 도 교통국
야마노테도리와 수도고속도로 및 중앙 환상 신주쿠 선 야마노테 터널의 직하부에 위치하고 섬식 승강장 1면 2선의 지하역이다. 그 때문에 개찰구를 승강장까지 연결하는 에스컬레이터의 거리가 매우 긴 것이 특징이다.
또한 야마노테 터널은 마루노우치 선의 불과 2m 아래, 도영 오에도 선의 5m 위의 틈새 사이에 있다.
2010년 1월경부터 역명판 아래에 "도쿄 공예 대학 앞"의 부역명판이 설치되었다.

#### 타는 곳
| 1 | 오에도 선 | 도초마에 ・롯폰기・다이몬 방면 (이다바시・료고쿠 방면으로 가려면 환승이 필요함) |
| 2 | 오에도 선 | 네리마・히카리가오카 방면                                                       |

## 역 주변
- 하모니 스퀘어
  - 나카노사카우에 우체국
- 나카노사카우에 선 브라이트 빌딩
- 나카노사카우에 센트럴 빌딩
- 스미토모 나카노사카우에 빌딩
- 나카노 구립 혼마치 도서관
- 나카노 경찰서
- 다카라센 절
- 도쿄 공예대학
- 아오우메 가도
- 야마노테도리

## 버스 노선
- 도쿄 도 교통국 버스 - 나카노사카우에 정류장

- 王(오)78: 신주쿠역 행 / 노가타 역, 야마토초 경유 오지 역 행
- 宿(슈쿠)91: 신주쿠 역 행 / 호리노우치 경유 신다이타 역 행

- 세이부 버스

- 宿(슈쿠)20：세이부 백화점（이케부쿠로역 히가시구치）행/ 신주쿠니시구치 행

## 역사
- 1961년 2월 8일: 마루노우치 선의 철도역이 영업 개시.
- 1974년 3월 1일: 자동 개찰기 도입.
- 1997년 12월 19일: 오에도 선의 철도역이 영업 개시, 환승역이 됨.
- 2004년
  - 4월 1일: 도영지하철 민영화.
  - 5월 8일: 마루노우치 선의 2번 승강장에 스크린도어 설치.
  - 7월 31일: 호난초 지선에서 1인 기관사 열차 운전 개시.
- 2006년 8월 21일: 마루노우치 선 1,3번 선 승강장 스크린도어 가동 개시.
- 2009년 3월 28일: 마루노우치 선 모든 승강장 1인 기관사 열차 운전 개시.
- 2012년 8월 11일: 마루노우치 선 신나카노 역 측에 모토마치 방면 개찰구와 3번 출입구 개통.
- 2013년: 오에도 선 승강장 스크린도어 가동 개시.

## 사진

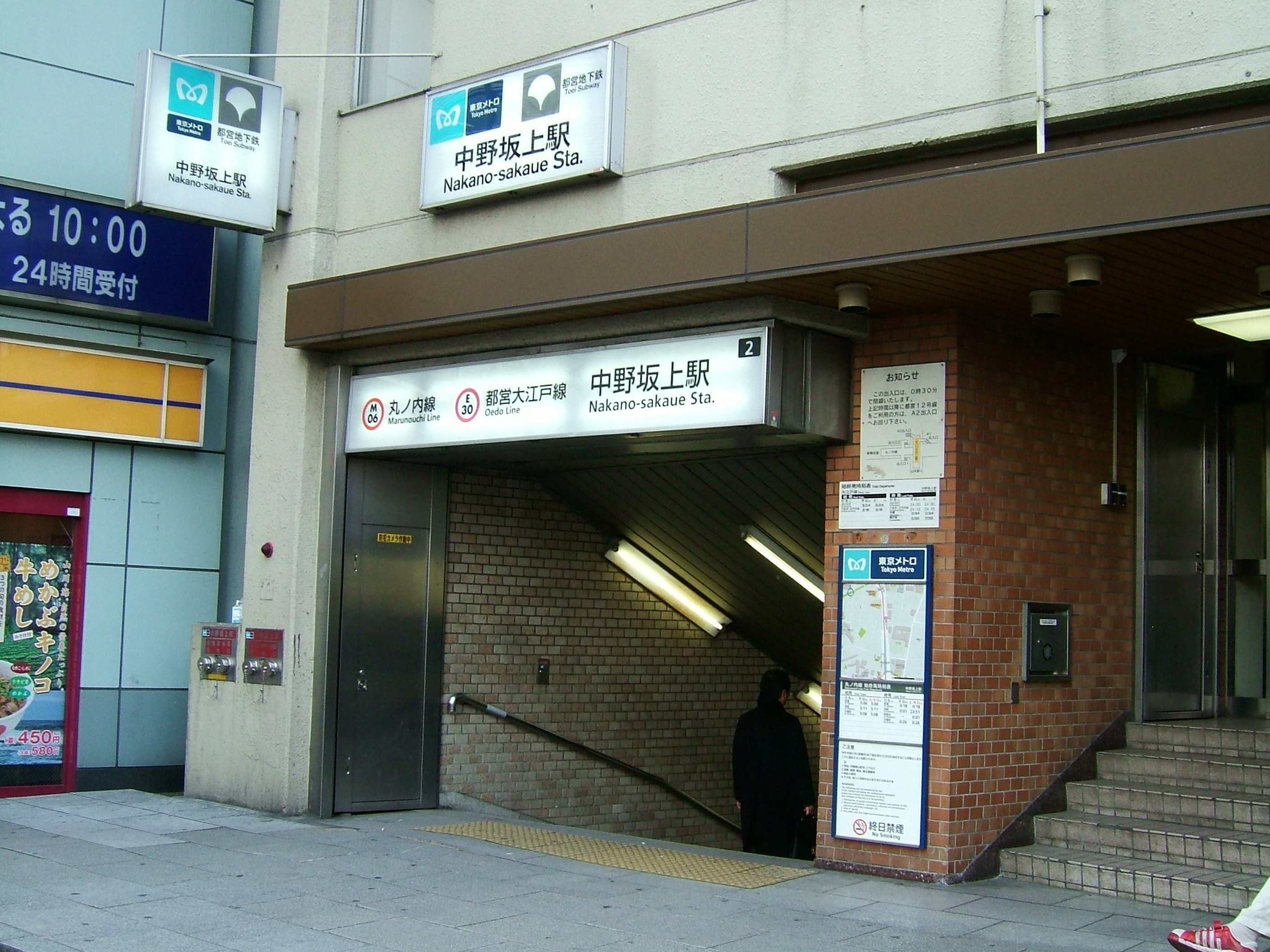
2번 출입구 모습

## 인접역
| 도쿄 메트로 마루노우치 선           | 도쿄 메트로 마루노우치 선 | 도쿄 메트로 마루노우치 선           |
| ----------------------------------- | ------------------------- | ----------------------------------- |
| M 05 신나카노 오기쿠보 방면         | 마루노우치 선             | 니시신주쿠 M 07 이케부쿠로 방면     |
| Mb 05 나카노신바시 호난초 방면      | 마루노우치 선 호난초 지선 | 니시신주쿠 M 07 이케부쿠로 방면     |
| 도쿄 도 교통국 오에도 선            |                           |                                     |
| E 29 니시신주쿠 5초메 도초마에 방면 | 오에도 선                 | 히가시나카노 E 31 히카리가오카 방면 |